# Shahab-3
Le Shahab-3 (persan : شهاب ۳, romanisé : Šahâb 3 ; signifiant « Météore-3 ») est une famille de missiles balistiques à propergol liquide développés par l'Iran, sous l'égide des gardiens de la révolution, et basés sur les missiles nord-coréens Nodong-1/A et Nodong-B. La famille Shahab-3 a une portée de 1 000 à 2 000 kilomètres (1 200 miles). Testés de 1998 à 2003, ils ont été ajoutés à l'arsenal militaire le 7 juillet 2003, et dévoilés officiellement par l'ayatollah Khamenei le 20 juillet. Leur précision est estimée à environ 2 500 m CEP. Selon l'AIEA, l'Iran aurait exploré au début des années 2000 divers systèmes de mise à feu, d'armement et de mise à feu afin de rendre le Shahab-3 plus fiable pour la mise en œuvre d'une ogive nucléaire.
Les précurseurs de ce missile incluent le Shahab-1 et le Shahab-2. Le ministère iranien de la Défense a tour à tour nié tout projet de développement d'un Shahab-4 et admis qu'un programme Shahab-4 était en cours de développement, affirmant qu'il s'agissait à la fois d'un missile balistique intercontinental (ICBM) et d'un missile balistique à courte portée (SLV). Certains successeurs du Shahab ont une portée plus longue et sont plus maniables.
Opérant sous l'égide du groupe industriel Sanam (Département 140), qui fait partie de l'Organisation des industries de défense iraniennes, le groupe industriel Shahid Hemmat (SHIG) a dirigé le développement du missile Shahab.
En 2019, l'Agence de renseignement de la défense américaine a décrit le Shahab-3 comme « le pilier de la force iranienne de missiles balistiques à moyenne portée (MRBM) ». En juin 2017, le Centre national de renseignement aérien et spatial de l'US Air Force estimait que moins de 50 lanceurs étaient déployés en opération.
Les missiles Shahab-3 sont considérés comme obsolètes et sont progressivement remplacés par des missiles de la famille Shahab plus récents, tels que le Ghadr-110H et le missile Emad. Le gouvernement américain affirme que le Shahab-3 est « généralement » moins précis que le Fateh-110.

## Histoire

### Origine
Au début des années 1990, l'Iran a commencé à passer de l'acquisition de missiles balistiques à leur production grâce à un partenariat technologique bien documenté avec la Corée du Nord, malgré le démenti d'Hassan Taherian, responsable du ministère iranien des Affaires étrangères, en février 1995. La principale raison de cette transition était de minimiser les effets des sanctions et des interdictions imposées par les États-Unis, ainsi que des embargos militaires et des actions internationales contre l'Iran. Selon Seitz et Cordesman, une autre raison possible était le fait que des missiles à longue portée plus performants sont nécessaires au déploiement d'armes nucléaires lourdes, ce qui permettrait à l'Iran de menacer des cibles hors de la région, d'intimider les États-Unis et de les empêcher d'entreprendre une action militaire contre l'Iran.
Sur la base des plans du missile balistique à moyenne portée nord-coréen No-Dong, dont certains analystes suggèrent qu'il a été développé avec le soutien financier de l'Iran, l'Iran a fabriqué le Shahab-3. Et bien que l’Iran ait affirmé que son objectif était de transporter des charges conventionnelles, il est plus probable qu’il ait été conçu pour transporter des armes biologiques, chimiques et nucléaires.

## Capacités

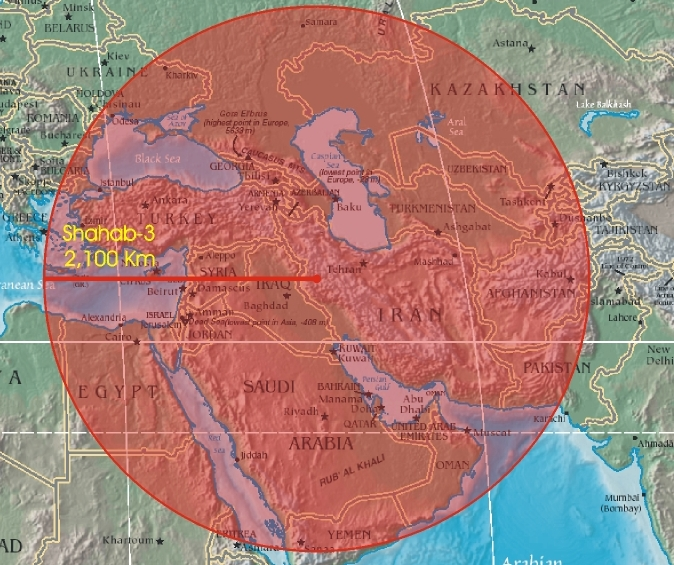
Portée du Shahab-3

Il aurait une portée maximale variant entre 1 300  et   2 000 kilomètres selon les experts. Ses ogives pourraient emporter des sous munitions.